# FC Liefering
FC Liefering je rakouský fotbalový klub ze Salcburku. Od sezóny 2013/14 hraje klub ve 2. Lize, druhé nejvyšší soutěži v Rakousku. Byl založen v roce 1947.
Do roku 2012 se klub jmenoval Union-Sportklub Anif, zkráceně USK Anif, sídlil v Anifu a zahrnoval sekce gymnastiky, lyžování, atletiky, curlingu a tenisu. Od doby, kdy je FC Liefering pod kontrolou společnosti Red Bull GmbH, jde o farmářský klub Red Bullu Salzburg.